# Rudzki Most
Rudzki Most (niem. Rudabrück) – część miasta i południowo-wschodnie osiedle Tucholi.
Włączone do miasta w 1955 r., położone nad zachodnim brzegiem Brdy na skraju Tucholskiego Parku Krajobrazowego. 
Punkt etapowy kajakowych spływów rzeką Brdą (kemping). W nurcie Brdy nieopodal mostu na drodze wojewódzkiej nr 240 znajduje się pomnik przyrody – głaz narzutowy zwany Kamieniem Jagiełły (obwód około 8m, wysokość 2,5m). 
Miejscowość Rudzki Most jest siedzibą rzymskokatolickiej parafii Opatrzności Bożej.
W dniach 24, 27 i 30 października oraz 2, 6 i 10 listopada 1939 roku Niemcy dokonywali w okolicznych lasach masowych rozstrzeliwań miejscowych Polaków, głównie inteligencji. W miejscu zbiorowych mogił pomordowanych znajduje się dziś pomnik.
W listopadzie 1946 roku z sześciu mogił ekshumowano kości 227 ofiar (34 niezidentyfikowane) i pochowano w Tucholi, gdzie następnie zbudowano mauzoleum.
W 1943 okupanci niemieccy wprowadzili dla miejscowości nazwę hitlerowską Raudenbrück. Okupację Rudzkiego Mostu przez reżim III Rzeszy zakończyło zdobycie miejscowości 14 lutego 1945 przez żołnierzy 49 Armii 2 Frontu Białoruskiego Armii Czerwonej.
Obecny most drogowy na Brdzie powstał w 1958 roku, w miejscu wcześniejszego mostu drewnianego.